# Sony Rox HD
Sony Rox HD foi um canal de televisão por assinatura de propriedade da Sony Pictures Networks India (subsidiária da Sony Pictures Entertainment). O canal foi lançado em 16 de janeiro de 2017 e sua programação se concentrava na transmissão de vídeos musicais recentes em hindi da década de 2010 em diante. O Sony Rox foi descontinuado pela SPNI em 31 de dezembro de 2018.